# College of Art, Delhi

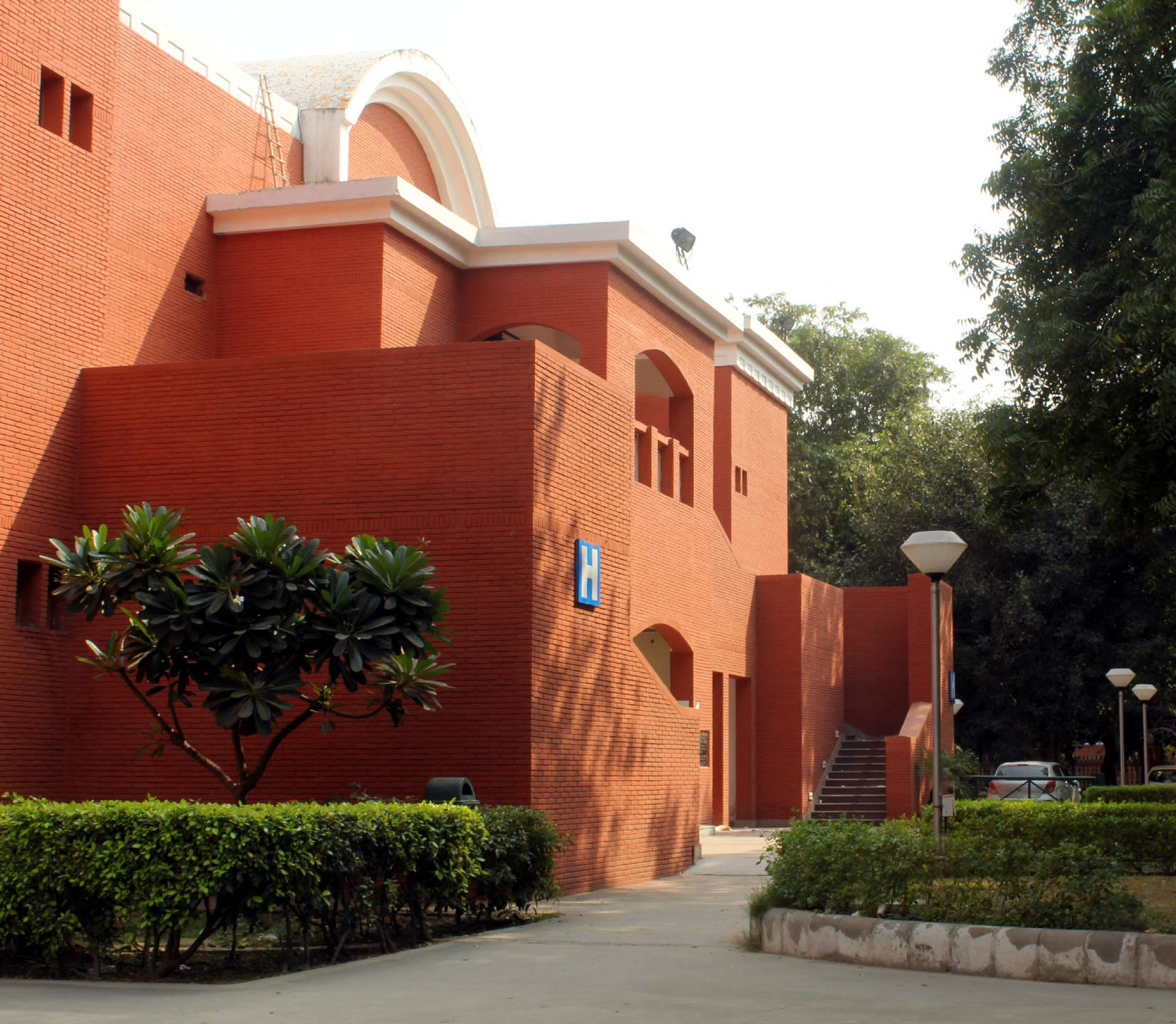
Auditorium, uppfört 2008 och ritat av Satish Gujral

College of Art är en statlig konsthögskola i New Delhi i Indien, som är en del av Ambedkar University Delhi i New Delhi. Den grundades 1942 som en del av dåvarande Delhi College of Engineering, numera Delhi Technology University och har senare varit en del av Delhi University, för att 2021 överföras till Ambedkar University.
Konsthögskolan undervisar i fri konst, grafik, skulptur och konsthistoria.